# آزادی بیان

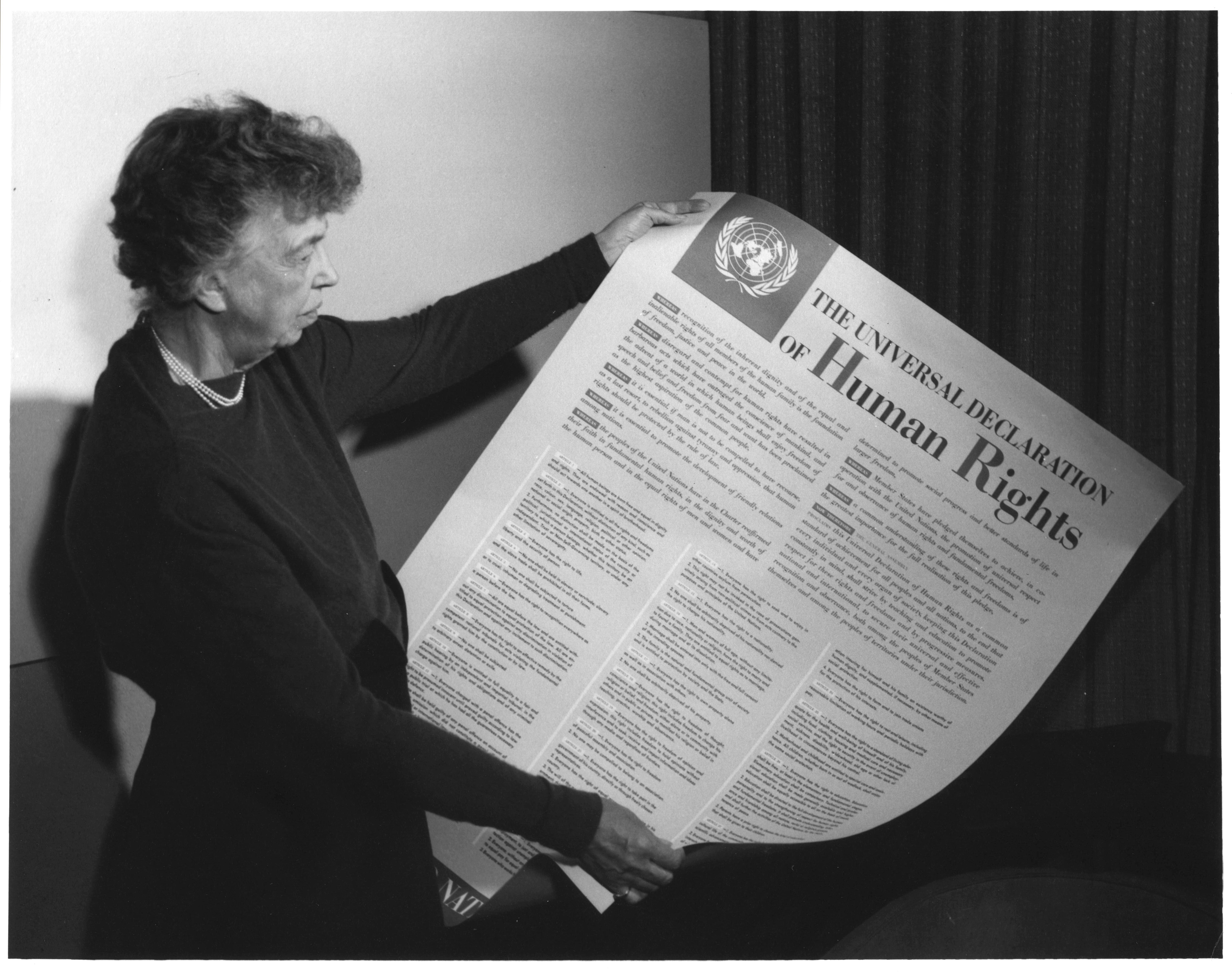
ایلانور روزولت و اعلامیه جهانی حقوق بشر (ماده ۱۹۴۸) - در ماده ۱۹ آمده است که: "هر کس حق آزادی عقیده و بیان دارد؛ این حق شامل آزادی داشتن عقیده بدون دخالت و تفتیش عقیده، دریافت و انتقال اطلاعات و ایده‌ها از هر طریق و رسانه‌ای و بدون در نظر گرفتن مرزها ".

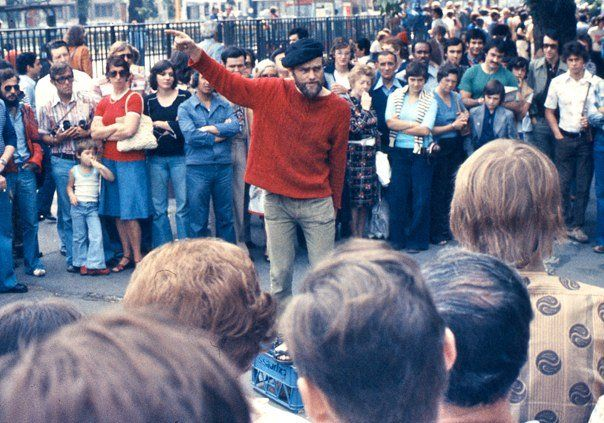
سخنرانی در حاشیه لندن ۱۹۷۴

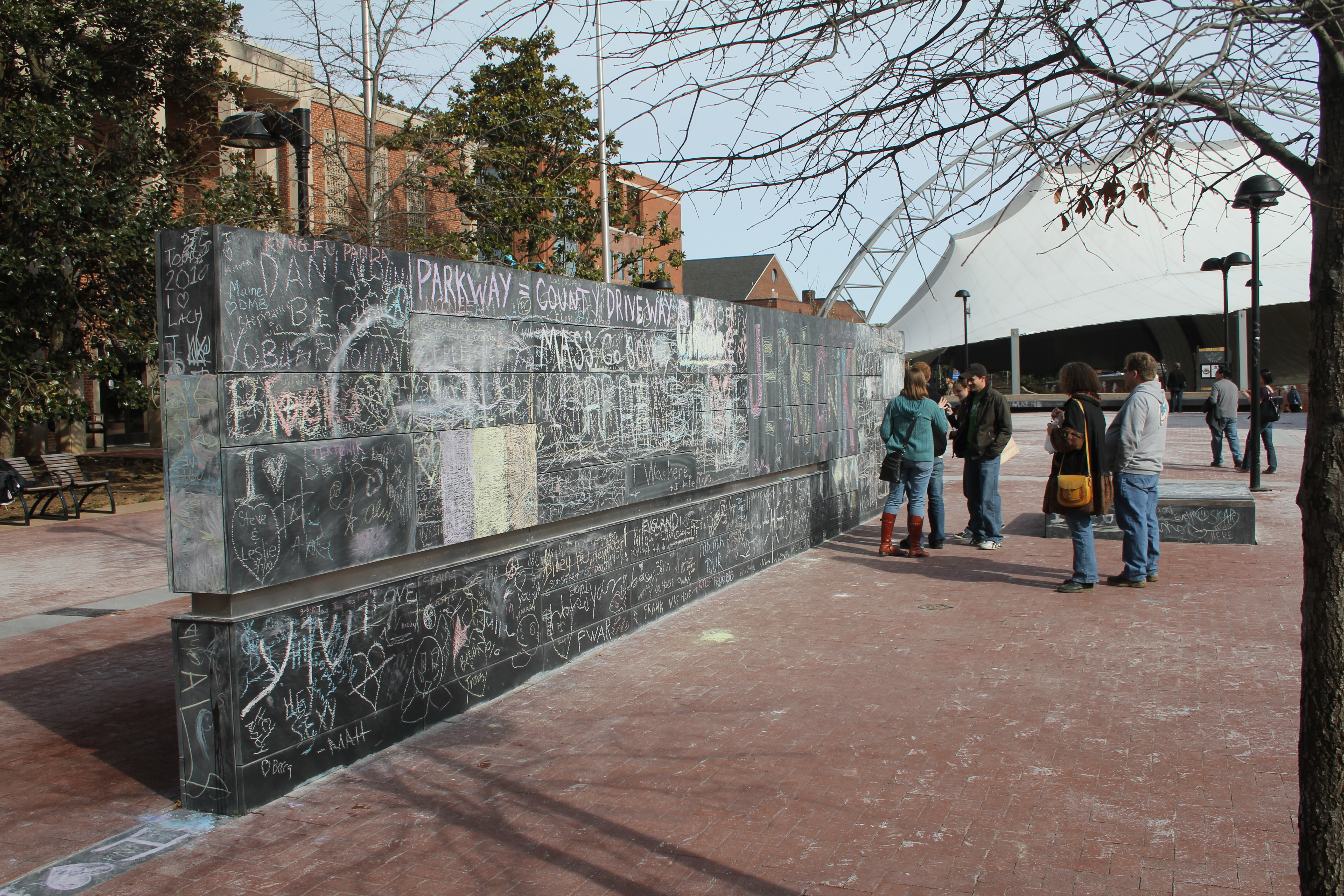
دیوار سخن آزاد در شارلوتزویل، ویرجینیا، ایالات متحده.

آزادیِ بیان یعنی آزادی اندیشه و عقاید؛ به مفهوم دیگر آزادی بیان ابزاری است برای رساندن اندیشه و عقیده‌ای بدون سانسور به دیگران حتی اگر عقیدهٔ دیگری را زیر سؤال ببرد یا به آن توهین کند. در مقدمهٔ اعلامیهٔ جهانی حقوق بشر ظهور دنیایی که در آن افراد بشر در «بیان عقیده» آزاد و از ترس فارغ باشند، به‌عنوان بالاترین آرمان بشری اعلام شده است. آزادی بیان معیاری اساسی برای هر نوع جامعهٔ چند صدایی و دموکراتیک است. نقض این آزادی همواره به نابودی سایر موازین حقوق بشر منجر می‌شود.
در بیشتر موارد، استعمال آن به نبود قانونی حکومتی که محدودیّت بیانی وضع کند، اشاره دارد. در اینجا «بیان» در مفهوم عام آن به‌کار رفته و شامل بیان‌های زبانی و غیر زبانی (مانند بیان تصویری یا اشاره‌ای)، نوشتاری و غیر نوشتاری می‌شود؛ البته فلاسفه در تعریف بیان دقّت می‌کنند تا گفتارهایی مانند «سوگند دروغ در دادگاه» را - علی‌رغم اینکه زبانی هستند - از حیطهٔ بحث خارج کنند. مباحث آزادی بیان بجز «نبود قانون محدودکنندهٔ بیان» شامل موارد متفرّقهٔ دیگری هم می‌شود که به عنوان نمونه می‌توان از آزادی از فشارهای اجتماعی یا تهدیدهای اقتصادی (مانند تهدید از دست رفتن تجارت، یا شغل)، سیاست‌های ویرایشی یک ژورنال علمی، سیاست خرید کتاب یک کتابخانه، و واقعیت‌های موجود در مورد بازتاب دیدگاه‌های مختلف در وسایل ارتباط جمعی نام برد.
پذیرش مفهوم آزادی بیان در جوامع امروزی گسترده بوده چنانچه در اعلامیّه‌های حقوق بشر و قانون‌های اساسی گنجانده شده است (به عنوان مثال متمّم اوّل قانون اساسی ایالات متّحدهٔ آمریکا). تلقّی شدن آن به عنوان یکی از «حقوق بشر» به آن جایگاه ویژهٔ اخلاقی و سیاسی داده است. در کنار پذیرش عمومی مفهوم آزادی بیان، از طرف دیگر توافقی عمومی نیز وجود دارد که باید برای آزادی بیان حد و مرز مشخّص کرد؛ به عنوان مثال در ایالات متّحدهٔ آمریکا محدودیّت‌های ذیل بر بیان وضع شده‌اند: سخنانی که به منافع اشخاص ضرر بزند (مانند تهمت، و افترا) یا سخنانی که به جامعه به صورت کلی صدمه می‌زنند (مانند سخنان وقیح‌آمیز)، یا سخنانی که مخلّ نظم عمومی‌باشند (مثلاً سخنانی که باعث ایجاد وحشت عمومی شود)، یا سخنانی که به صورت مستقیم حکومت آمریکا را مورد تهدید قرار دهند (اگر چه موارد آن نادر بوده، ولی موارد استناد به قانون جهت خاموش کردن مخالفان دولت برای تضمین امنیت ملّی وجود داشته است). اما برخلاف برخی از کشورها قوانینی که به ساکت کردن ادیان سازمان یافته توجه دارند با متمّم اول قانون اساسی آمریکا در تضاد هستند.
یکی از مجادله‌آمیزترین و بحث برانگیزترین مسائل در جوامع لیبرال امروزی مشخّص کردن دقیق حد و مرزهای آزادی بیان است. اکثر اختلاف نظرها در مورد محدودیت‌های آزادی بیان حول و حوش موضوعات زیر است: ۱) محدودهٔ بیان چیست؟ مثلاً آیا صحنه‌های شهوت‌آمیز یا آگهی‌های تبلیغاتی گونه‌ای از بیان هستند که دفاع آزادی بیانی را بتوان در مورد آن‌ها انجام داد. ۲) بیان ممکن است منجر به چه زیان‌هایی شود؟ نکتهٔ مهم این است که گاهی بیان نه تنها بیان یک سری جمله، بلکه انجام یک عمل نیز هست و آن عمل می‌تواند زیان‌آور باشد؛ مثلاً بدنام کردن یک نفر می‌تواند به او زیان برساند. گاهی اختلاف نظر در مورد اینکه آیا بیانی خاص زیان‌آور است یا نه وجود دارد (مثلاً مورد صحنه‌های شهوت‌آمیز)؛ یا اینکه اختلاف نظر در مورد اینکه آیا یک زیان نسبت داده شده واقعاً یک زیان است وجود دارد (مثلاً سخنرانی بر ضدّ یک حکومت که بسته به دیدگاه فرد می‌تواند واقعاً زیان‌آور باشد یا نباشد)؛ یا اینکه اگر فرض کنیم که زیان واقعی است، سؤال این است که زیان چقدر باید بزرگ باشد که محدود کردن بیان را توجیه کند؟ مثلاً آیا می‌توان سخنان توهین‌آمیز مذهبی را ممنوع کرد تا از آزار دیدن مذهبی‌ها جلوگیری کرد؟ پاسخ می‌تواند بستگی به این پیدا کند که آن سخنان توسط چه کسی بیان شده باشد، یا اینکه آن سخنان در یک بحث جدی مطرح شده باشد، یا به صورت مسخره‌آمیز جهت آزردن افراد مذهبی. بجز این موارد بحث‌برانگیز، سؤال دیگری که مطرح است این است که آیا ممکن است بدون اینکه حقّ شخصی را از آزادی بیانش انکار کنیم، یا سعی در تعریف مرزهای آن بکنیم، شرایط به گونه‌ای باشد که ساکت کردن او کاری صحیح باشد. یکی از مشکلات عملی موجود این است که قانون گزاران و قضات نیاز به تمایزات دقیق بین «بیان قابل قبول» و «بیان غیرقابل قبول» دارند، ولی از طرف دیگر استدلالات کلی فلسفی معمولاً توانایی رسم مرزهای مشخص را ندارند. علاوه بر این به دلیل ترس از قدرت سیاسی یا بدترکیب شدن قوانین، ممکن است جایز نباشد که ممنوعیت قانونی برای برخی بیان‌ها وضع کرد، ولی از نظر اخلاقی انتظار داشت که انسان‌ها آن‌ها را نگویند (یعنی بیان آن‌ها از نظر قانونی مشکلی نداشته باشد ولی کاری غیراخلاقی بحساب بیاید).
در این مقاله ابتدا به اصلی‌ترین استدلال‌های طرفداران آزادی بیان می‌پردازیم. مقصود اصلی‌ترین استدلال‌های طرفداران آزادی بیان این است که نشان دهند که (۱) آزادی بیان برای جستجوی حقیقت ضروری است (۲) آزادی بیان از اجزای اصلی دموکراسی است (۳) آزادی بیان رابطه حیاتی آن با کرامت انسانی داشته و نقش عمده‌ای در بهبود سطح زندگی بشر بازی می‌کند. فرای این سه استدلال، طرفداران آزادی بیان همچنین به خطرات کنترل دولت بر آنچه گفته و نوشته می‌شود اشاره می‌کنند. سپس به استدلال‌هایی که اکثریّت را به این سمت برده که آزادی بیان نامحدود مطلوب نیست می‌پردازیم.

## استدلال‌های اصلی طرفداران

### جستجوی حقیقت
مضمون این استدلال که «آزادی بیان» را به عنوان ابزاری برای جستجوی حقیقت معرّفی می‌کند بشرح روبرو است: پیشرفت دانش و آگاهی مستلزم این است که افراد آزادانه قادر باشند که نظرات و اطلاعات خود را ارایه، بحث و نقد کنند. در چنین فضایی امکان اینکه حقیقت کشف شود به حداکثر می‌رسد. اگرچه ممکن است که فکر کنیم که پس از کشف حقیقت می‌توان آزادی بیان را تعطیل کرد، اما جان استوارت‌میل معتقد بود که تجربه تاریخی مکرراً نشان داده که عقاید ما لغزش پذیر است. موارد تاریخی بسیاری وجود داشته که در کشف حقیقت خطا کرده‌ایم؛ به همین دلیل ممکن است در فرونشاندن عقیده‌ای که امروز به غلط بودنش اعتقاد داریم، دچار اشتباه شده باشیم. به‌علاوه حتی اگر نظری که به آن رسیده‌ایم، واقعاً درست باشد، تنها زمانی می‌توانیم از حقیقتش اطمینان کسب کنیم که در مقابل چالش‌ها پایداری کند. به‌علاوه زمانی که یک عقیده صحیح از چالش‌پذیری دور نگاه داشته شود، ممکن است به مرور زمان از یک «قانع شدن خالصانه» به یک «اعتقاد خشک و مرده» تبدیل شود.
اگرچه این استدلال یکی از قوی‌ترین دفاع‌ها از آزادی بیان است، اعتراضاتی نیز به آن وارد شده است: اوّل اینکه بیان را تا جایی ارزشمند می‌داند که حقیقت ارزشمند است. اگرچه حقیقت از گمراهی بهتر، و آگاهی از جهل بهتر است اما مواردی هم وجود دارد که حقیقت و آگاهی ممکن است با چیزهای خوب دیگری مانند امنیت اجتماعی یا آرامش خاطر افراد در تضاد باشد. بر این اساس برخی ارجح‌بودن مطلق و همیشگی حقیقت بر دیگر ارزش‌ها را مشکوک می‌دانند. اشکال دومی که به این استدلال وارد شده این است که فرض می‌کند که آزادی بیان همیشه باعث انتشار حقیقت و افزایش آگاهی می‌شود. برخی این فرض را بیش از حد خوشبینانه می‌یابند و معتقدند که عامهٔ مردم قدرت اینکه تعصب غیرمنطقی را از استدلال جدی، و حقیقت را از خطا تمایز دهند را ندارند. در پاسخ به این اعتراض، این‌گونه استدلال شده که موضوع این نیست که همیشه آزادی بیان باعث کشف حقیقت می‌شود، بلکه اینکه در مقایسه با گزینه‌های موجود دیگر احتمال اینکه حقیقت از این طریق آشکار شود بیشتر است. اعتراض دیگری مطرح شده این است که برخی از بیان‌ها ربطی به کشف حقیقت ندارند؛ مثلاً نمی‌توان از هنر به عنوان ابزاری برای کشف حقیقت دفاع کرد. در پاسخ هم این‌گونه استدلال شده که فایده‌های دیگری در این‌گونه از بیان‌ها وجود دارد (مانند خلاقیت) که می‌تواند جایگزین حقیقت در استدلال بیان شده شود.

### دموکراسی
این استدلال آزادی بیان را تنها راه برقراری حکومت مردم بر مردم (که ایدهٔ اصلی دموکراسی است) می‌داند. اگر قرار باشد که تصمیم‌گیری‌ها توسط اعضای یک جامعه انجام شود، لازم است که افراد جامعه نظرات خود را بیان کرده، به بحث و مناظره و رأی بگذارند. به علاوه دموکراتیک بودن حکومت مستلزم این است که مشارکت تک تک اعضای جامعه بسته به خواست و توانایی آنها، به‌طور عادلانه تضمین شود. به‌علاوه آزادی بحث بین مردم قابل محدود کردن نباشد، مگر با تصمیم خود مردم. اما از آنجا که در شکل مدرن دموکراسی، مشارکت مردم در حکومت به شکل غیرمستقیم است، آزادی بیان باعث می‌شود که حاکمان از دیدگاه‌های مردم آگاهی یابند، و به علاوه جلوی سوءاستفادهٔ حاکمان از قدرت گرفته شود. ترس شهروندان از انتقاد آزادانه از دولت و سرکوب توسط دولت به عدم پاسخگویی دولت می‌انجامد.
فرض کنید که در جامعه‌ای اکثریّت بخواهد صدای اقلّیّت را خاموش کند. دموکراسی تنها زمانی می‌تواند مانع این کار شود که این خاموش کردن صدای اقلّیّت باعث شود که نقشی اساسی از آن‌ها در مشارکت در فرایند دموکراتیک زایل شود. به عنوان مثال فرض کنید که دانشمندی بخواهد نظریّهٔ علمی غالب را زیر سؤال ببرد؛ در این صورت استدلال کردن که انجام این کار لازمه‌ای برای مشارکت در فرایند دموکراتیک جامعه است، قانع‌کننده‌ترین روش استدلال نیست.

### آزادی شخصی
در این استدلال نقض آزادی بیان، بی‌احترامی به شخصیت انسان‌ها در نظر گرفته شده، و اجازه ندادن اینکه افراد دیدگاه‌های دیگران را بشنوند و به نتایجی که خود دوست دارند برسند در تضاد با جایگاه اخلاقی آن‌ها به عنوان انسان دانسته می‌شود. ارتباط آزاد یک شخص با افراد دیگر بخشی اصلی از رشد و تکامل او در نظر گرفته شده که باعث می‌شود که انسان‌ها قادر باشند خود زندگی خود را شکل داده و تصمیم‌های معناداری بگیرند.

## محدودیت آزادی بیان

### آزادی بیان مطلق
به‌گفتهٔ فیلسوف دیوید وان میل اوّلین نکته‌ای که در هر بحث منطقی در مورد آزادی بیان باید به آن توجّه کرد این است که آزادی بیان باید محدود باشد. امروزه توافقی عمومی وجود دارد که باید برای آزادی بیان حد و مرز مشخّص کرد. تمامی جوامع بشری محدودیّت‌هایی را بر آزادی بیان وضع می‌کنند، و دلیل این امر این است که اعمال بیان همواره عملاً در رقابت با ارزش‌های دیگر قرار می‌گیرد. جان استوارت میل معتقد به وجود نزاعی دائمی بین تقاضاهای آزادی و تقاضاهای حکومت بود؛ و امّا آخری را بدون اولی نمی‌تواند وجود داشته باشد. به‌گفتهٔ میل «تمام چیزی که وجود را برای ما ارزشمند می‌کند اعمال محدودیّت‌هایی بر رفتار دیگران است؛ بنابراین برخی قوانین رفتاری باید تحمیل بشود. این تحمیل در وجههٔ اول باید توسط قوانین انجام شود، و در مرحلهٔ بعد توسط نظرات در موارد گوناگون در جاهایی که اعمال قانون ممکن نباشد». به عقیدهٔ استانلی فیش، آزادی بیان ارزش مستقلی نیست، بلکه یک جایزهٔ سیاسی است؛ آزادی بیان ارزشش را از این به‌دست می‌آورد که به خوبی‌هایی مفروض منجر می‌شود.
در دفاع از آزادی بیان مطلق برخی این‌گونه استدلال می‌کنند که محدود کردن آزادی بیان این خطر را دارد که در سطح شیبداری قرار می‌گیریم که باعث می‌شود به سمت سانسور کردن و ظلم لغزش کنیم. دیوید وان میل در پاسخ می‌گوید که هیچ گزینه دیگری وجود ندارد، و ما همواره الزاماً درروی سطح شیبدار هستیم، چه آن را دوست داشته باشیم و چه دوست نداشته باشیم. ممکن است که تصمیم بگیریم که چقدر روی این سطح شیب دار بالا یا پایین برویم ولی همواره روی سطح شیب دار خواهیم بود. به‌علاوه استدلال سطح شیبدار را می‌توان بگونه‌ای دیگر بیان کرد که نتیجه دقیقاً معکوس بدهد: می‌توان این‌گونه استدلال کرد که ما هیچگاه نباید جلوی دخالت حکومت را بگیریم زیرا زمانی که این کار را بکنیم در سطح شیبداری قرار می‌گیریم که به سمت آنارشیسم و بی نظمی، و وضع طبیعی متمایل می‌شویم.

### اصول پیشنهادی
به گفتهٔ فیلسوف دیوید وان میل از آنجایی که آزادی بیان در قالب نتیجه‌هایی که به همراه می‌آورد ارزشمند می‌شود، محدود کردن آن نیز باید به‌وسیلهٔ فایده‌هایی که به همراه دارد توجیه شود. نکته دیگری که وجود دارد این است که بیان برخلاف برخی از اعمال کاملاً قابل محدود کردن نیست؛ اگر حکومتی بخواهد جلوی موتورسواری را بگیرد می‌تواند تمامی موتورها را جمع کند، ولی در مورد صحبت، حداکثر افراد را پس از اینکه صحبت کرده‌اند می‌تواند مجازات کند؛ بنابراین بحث بر سر محدود کردن بیان نبوده، بلکه بر سر تصمیم‌گیری هزینه دار کردن آن است. مهم‌ترین و جدی‌ترین این هزینه مجازاتی قانونی (مانند جریمه مالی یا زندانی شدن) که انجام آن امر به دنبال دارد است. علاوه بر این اجتماع خود نیز نقش کنترلی در محدود کردن بیان بازی می‌کند؛ مثلاً ممکن است شخصی از بیان چیزی امتناع کند چون فکر می‌کند که مورد استهزا یا خشم افراد دیگر جامعه قرار می‌گیرد.
دو نمونه از مواردی پیشنهادی برای وضع قوانین حکومتی برای محدود کردن بیان اصل زیان میل و اصل اهانت جوئل فینبرگ هستند.

## آزادی بیان و حقوق بشر

آزادی بیان یکی از آزادی‌های چهارگانه اثر نورمن راکول

امروزه آزادی بیان به صورت گسترده‌ای یکی از حقوق بشر تلقّی می‌شود؛ بدین معنی که انسان‌ها «بخاطر انسان بودنشان» حقّ آزادی بیان دارند. به صورت تاریخی مفهوم حقوق بشر ریشه در مفهوم «حقوق طبیعی» دارد که خود تکامل‌یافتهٔ مفهوم «قوانین طبیعی» است. قوانین طبیعی مجموعه‌ای از اصول و قوانین رفتاری مناسب تصوّر می‌شدند که که وجودی ذاتی و طبیعی برای آن‌ها فرض می‌شد و معمولاً مشروعیت خود را از آنکه توسط خدا، و نه انسان‌ها، وضع شده‌اند کسب می‌کردند. این مفهوم در شکل تکامل یافته‌اش به مفهوم «حقوق طبیعی» بدل می‌شود که حقوقی برای انسان‌ها به دلیل وجود قوانین طبیعی ایجاد می‌کند؛ مثلاً جان لاک معتقد بود که قوانین طبیعی خدا ایجاب می‌کند که هیچ‌کس به حیات، سلامتی، اموال و آزادی دیگران تجاوز نکند و بنابراین این «حق طبیعی» هر انسانی است که کسی به حیات، اموال یا آزادی‌های او تجاوز نکند. در قرن نوزدهم میلادی ایده «حقوق طبیعی» مورد انتقادات زیادی قرار گرفت؛ خصوصاً به دلیل اینکه طرفداران حقوق طبیعی آنچنان راجع به این موضوعات بحث می‌کردند که انگار وجود این حقوق و مالکیت آن‌ها توسط انسان‌ها واقعیت مسلم است. جرمی بنتام که ایدهٔ «حقوق طبیعی» را مزخرف و بی‌اساس می‌دانست، معتقد بود که تنها واقعیت تجربی، قوانینی است که در هر جامعه خاص حکومت‌ها وضع می‌کنند - طرفداران «حقوق طبیعی» تنها آرزو دارند که آن حقوق موجود باشند. امروزه فلاسفه استدلالات فراوانی در توجیه حقوق بشر (که شکل نوین و گسترش یافته مفهوم حقوق طبیعی است) فراهم کرده‌اند؛ تقریباً در هر فلسفه اخلاق می‌توان از شکلی از حقوق بشر دفاع کرد. بسته به فلسفه اتخاذ شده، مبنای حقوق بشر می‌تواند احترامی که باید به انسان‌ها گذاشت، مالکیت او بر خودش، فایده‌های ذاتی این حقوق و غیره قرار داد. وسعت استدلال‌های موجود این فایده را دارد که طیف‌های فکری مختلف را در مفهوم کلی حقوق بشر در کنار هم جمع می‌کند. اما تعدد استدلال‌ها مشکل‌زا نیز هست. نظریات و فلسفه‌های مختلف دسته‌بندی‌های مختلفی از مفاد حقوق بشر ارائه می‌کنند. به عنوان مثال، مشخص کردن حدود آزادی بیان (به عنوان یکی از حقوق بشر) مناقشه‌برانگیز است. از طرف دیگر با وجود استدلال‌های فراوان مدافع حقوق بشر، و پذیرش گسترده آن، فلاسفه‌ای هستند که مفهوم حقوق بشر را از اساس رد می‌کنند؛ به عنوان مثال السدیر مک‌اینتایر در شیوه استدلالی ای که یادآور شیوه جرمی بنتام است، اعتقاد به وجود «حقوقی که انسان‌ها بخاطر انسان بودنشان دارند»، را همانند اعتقاد به جادوگری و اسب شاخ دار می‌داند.

## آزادی بیان در اسلام
یکی از شعب آزادی، آزادی در بیان و قلم و اظهار نظر در مسائل اجتماعی و غیره است، و این مطلب در قرآن و سنت پیامبر معلوم و مشهود است  گرچه خلاف آن در جهان اسلام رایج بوده است و مسلمانان هیچ ارزشی برای این حقّ خود قائل نبوده‌اند و در احقاق و حفظ آن جدّیت نکرده‌اند آزادی بیان در اسلام چنان حکمفرما بوده است که پیامبر اشخاصی را که با صراحت و هیچ پروایی حق خود را مطالبه و مؤاخذه می‌کرد، جدا می‌ستود و تشویق می‌فرمود چون می‌خواست این حکم را که ضامن تأمین حیات با سعادت برای مسلمانان است در بین آن‌ها باقی بماند و تمام بشر در تمام اعصار به وجود آزادی، عدالت، و مساوات در شرع مقدس اسلام پی ببرند و هر صاحب حقی حق خود را شجاعانه و محابا طلب نماید زیرا عمده‌ترین اصل از اصول ترقی و تعالی وجود آزادی خصوصاً آزادی بیان و قلم و مطبوعات است.
البته آزادی بیان در سیرهٔ پیامبر اسلام محدودیّت‌هایی داشت. اهانت کردن و به ویژه به مقدسات آزادی بیان به حساب نمی‌آمد. کسی که به عمد به خداوند یا پیامبران اهانت کند مشمول آزادی بیان نیست. پیامبر نیز برای این دسته افراد حق آزادی بیان قائل نبود و با آنان برخورد می‌کرد. نمونه‌های متعددی از شعرایی که بر ضداسلام شعر می‌سرودند و به دستور پیامبر اسلام به قتل رسیدند در تاریخ ثبت شده است؛ زیرا کسی که به مقدسات اسلام اهانت کند محکوم به اعدام است. به عنوان نمونه‌هایی از شاعرانی که به دست مسلمانان و به فرمان پیامبر اسلام به قتل رسیدند می‌توان به موارد زیر اشاره کرد:
- عصما شاعر زنی از قبیله بنی خَطْمه که به دست مسلمانی به نام عمیر بن عدی به قتل رسید. در روایت ابن‌اسحاق آمده است که رسول خدا شعر آن زن را شنید و از مردم خواست تا کسی او را از شر این زن ایمن سازد. البته اصحاب رسول خدا بدون اجازهٔ وی به قتل کسی دست نمی‌زدند.[۱۱] بلاذری نیز می‌گوید: «وقتی عمیر بن عدی تصمیم به قتل گرفت، مسلمانان در بدر بودند. او صبر کرد تا رسول خدا بازگشت. از وی اجازه گرفت و آن زن را به قتل رساند.»[۱۲][۱۳]
- ابوعَفَک شاعر یهودی از طایفه بنی عمروبن عوف که به دست سالم بن عمیر به قتل رسید.[۱۴][۱۵] هر چند بلاذری می‌گوید: "روایت دیگر حکایت از آن دارد که امام علی وی را به قتل رسانده است.[۱۶][۱۷]
- کعب بن اشرف شاعر برجستهٔ یهودی نیز به همین سرنوشت دچار شد.[۱۶][۱۸] پس از فرمان پیامبر اسلام، محمدبن مسلمه داوطلب شد و به همراه ابونائله و سه نفر دیگر از اوسیان شبانه او را به قتل رساندند.[۱۹][۲۰]

### محدودیت‌های آزادی بیان در دیدگاه مراجع شیعه
مراجع شیعه آزادی بیان را شامل مواردی که به باور آنان جسارت به مقدسات اسلام تلقی می‌شود، نمی‌دانند و برای کسانی که به مقدسات اسلام توهین کنند، حکم قتل صادر می‌کنند. به عنوان نمونه‌هایی از این دست می‌توان به موارد زیر اشاره کرد:
- روح‌الله خمینی، رهبر جمهوری اسلامی ایران در ۱۴ فوریه ۱۹۸۹ حکم کشتن سلمان رشدی را صادر کرد و این فتوا تا به امروز بر قوّت خود باقی است. رهبر فعلی ایران، سید علی خامنه‌ای نیز در سال ۱۳۸۳ خورشیدی، حکم خمینی را غیرقابل تغییر خواند.[۲۱]
- آیت الله صدر (پدر امام موسی صدر) فتوای مهدورالدم بودن احمد کسروی را صادر کرد که در نهایت توسط گروه فدائیان اسلام به طرز فجیعی اجرا شد.[۲۲]
- محمد فاضل لنکرانی با صدور فتوایی در مورد رافق تقی نوشت: قتل او بر هر کسی که به او دسترسی داشته باشد لازم است و مسئول روزنامه‌ای که مطالب او را چاپ کرده نیز همین حکم را دارد.[۲۳] در پی این حکم رافق تقی به قتل رسید.
- به دنبال راه‌اندازی صفحه طنز مجازی دربارهٔ امام دهم شیعیان علی النقی، صافی گلپایگانی از مراجع تقلید شیعیان با صدور فتوایی، جسارت کنندگان به امام دهم را «مرتد» خواند.[۲۴][۲۵][۲۶][۲۷]
- مسلم ملکوتی از مراجع تقلید شیعه با صدور فتوایی قتل شاهین نجفی را واجب اعلام کرد. ملکوتی اعلام کرد: «همان‌طور که قتل سابّ نبی (ص) واجب است، قتل توهین‌کننده به هر یک از حضرات معصومین و اهل بیت به هر نحو از انحاء توهین بر شنونده مسلمان واجب است.»[۲۸]

## آزادی بیان در سوئد
در قوانین اساسی سوئد، در فهرست حقوق و آزادی‌ها، نخست شش آزادی در ارتباط با آزادی اندیشه می‌آید: آزادی بیان، آزادی اطلاعات، آزادی اجتماعات، آزادی تظاهرات، آزادی سازمان و آزادی مذهب. در این میان تنها آزادی مذهب بدون قید و شرط است درحالی‌که آزادی‌های دیگر را قوانین جاری محدود می‌کنند. همچنین محدودیت‌های مشابهی در مورد آزادی‌های مادی اعمال می‌شود.

## اعلامیه‌های جهانی و قوانین اساسی
بند نوزدهم قانون جهانی حقوق بشر به آزادی بیان اشاره می‌کند: «آزادی بیان: هرکسی حق دارد بدون ترس و واهمه باورهای خود را به هر روشی که می‌پسندند بیان کند.»
آزادی بیان در بند ۱۹ قانون جهانی حقوق بشر، مقاله ۱۰ کنگره حقوق بشر اروپا، ماده ۱۴ کنگر حقوق بشر آمریکا و ماده ۹ بخش آفریقایی حقوق بشر ذکر شده است.
آزادی بیان در طول تاریخ در برخی مدارک مانند فرمان کبیر (۱۲۱۵) ذکر شده است؛ و در همچنین در «اعلامیه حقوق انسان» (۱۷۸۹) در انقلاب فرانسه دارای اهمیت بوده است.

## اینترنت
مفهوم آزادی اطلاعاتی در مخالفت با برخوردهای حکومتی در سانسور، کنترل فعالیت‌های مردم و تحت نظرگیری اینترنت به وجود آمد. وب‌سایتها در کشورهایی که معمولاً آزادی ابراز عقیده نیز موجود نیست سانسور می‌شوند. در این مواقع برخی وبسایت‌ها هاست خود را به‌طور مرتب جابه‌جا می‌کنند.
بر اساس پژوهش گزارشگران بدون مرز در «لیست کشورهای دشمن اینترنت»، کشورهای زیر دارای سانسور فراگیر اینترنتی هستند: ترکمنستان، کوبا، بلاروس، کره شمالی، میانمار، سوریه، تونس، ازبکستان، ایران، چین، مصر، عربستان سعودی و ویتنام.

## آزادی بیان در ایران
بر اساس قانون اساسی ایران نشریات و مطبوعات در بیان مطالب آزادند مگر آنکه مخل مبانی اسلام باشند و رسیدگی به جرائم مطبوعاتی با حضور هیئت منصفه در دادگاه انجام می‌شود
سازمان گزارشگران بدون مرز (RSF) روز ۲۶ نوامبر ۲۰۱۹ فشار حکومت جمهوری اسلامی را به خانواده خبرنگاران محکوم کرده و اعلام کرد که در رده‌بندی جهانی آزادی مطبوعات ۲۰۱۹، ایران از میان ۱۸۰ کشور جهان در رده ۱۷۰ قرار دارد.
آزادی پس‌ازبیان اصطلاحی نوساخته در جامعه سیاسی و مطبوعاتی ایران است و به معنای این است که هنگامی که فردی اندیشه‌اش را (توسط روزنامه، رادیو، وبلاگ یا …) در جامعه مطرح کرد، به دلیل ابراز آن آزار نشود یا در دادگاه محاکمه نگردد.
سخنرانی بهرام بیضایی به سال ۱۳۵۶ دربارهٔ سانسور حکومتی و اجتماعی و آزادی بیان از مهم‌ترین گفته‌ها در این باره به‌شمار می‌رود.
سازمان گزارشگران بدون مرز با یادآوری اینکه آزادی بیان را نمی‌توان قربانی سلامتی کرد، به دو گزارشگر ویژه آزادی بیان و سلامتی سازمان ملل نامه نوشته و خواسته است تا به دولت‌هایی که در چارچوب مقابله با کرونا آزادی بیان را محدود می‌کنند اخطار جدی دهد.
RSF ایران را متهم به سانسور شیوع بزرگ ویروس کرونا کرده است.